# Dan Höjer
Dan Mikael Höjer, född 14 juni 1964 i Boo församling i Stockholms län, är en svensk författare och journalist. Han har arbetat på flera tidningsredaktioner, bland annat Kamratposten, både som journalist och som chefredaktör.
För barn och unga har Höjer bland annat skrivit flera spökhistorieböcker och faktaböcker, bland annat om kroppen och sexualitet, en serie om superhjälten Strumpmannen och de båda deckarserierna Cirkusdeckarna och Arkeologdeckarna. Under tio år satt han på stol nr 5 i Svenska barnboksakademin. I många år har Höjer legat på listan över Sveriges mest utlånade författare.[källa behövs]
Höjer besöker ofta skolor och bibliotek för att berätta om sitt skrivande. Han har även skrivit vuxenböcker och han sjunger i bandet Kapten Skit & Undertecknad.
Höjer är sonson till generaldirektören Axel Höjer och författaren Signe Höjer samt bror till musikern Mats Höjer.

## Cirkusdeckarna
- 1 Cirkusdeckarna & spökmysteriet, 2010
- 2 Cirkusdeckarna & schlagermysteriet, 2010
- 3 Cirkusdeckarna & tivolimysteriet, 2010
- 4 Cirkusdeckarna & medeltidsmysteriet, 2011
- 5 Cirkusdeckarna & fjällmysteriet, 2011
- 6 Cirkusdeckarna & kanalmysteriet, 2012
- 7 Cirkusdeckarna & ismysteriet, 2012
- 8 Cirkusdeckarna & äppelmysteriet, 2013
- 9 Cirkusdeckarna & skidmysteriet, 2013
- 10 Cirkusdeckarna & monstermysteriet, 2014
- 11 Cirkusdeckarna & juvelmysteriet, 2014
- 12 Cirkusdeckarna & månstensmysteriet, 2015
- 13 Cirkusdeckarna & tomtemysteriet, 2015
- 14 Cirkusdeckarna och dynamitmysteriet, 2016
- 15 Cirkusdeckarna och snöbollsmysteriet, 2016
- 16 Cirkusdeckarna och polkagrismysteriet, 2017
- 17 Cirkusdeckarna och julbocksmysteriet, 2017
- 18 Cirkusdeckarna och gruvmysteriet, 2018
- 19 Cirkusdeckarna och shoppingmysteriet, 2018
- 20 Cirkusdeckarna & mellomysteriet, 2019
- 21 Cirkusdeckarna & surströmmingsmysteriet, 2019
- 22 Cirkusdeckarna & Kolmårdensmysteriet, 2020
- 23 Cirkusdeckarna & pepparkaksmysteriet, 2020
- 24 Cirkusdeckarna & ufomysteriet, 2021
- 25 Cirkusdeckarna och halloweenmysteriet, 2021
- 26 Cirkusdeckarna och piratmysteriet, 2022
- 27 Cirkusdeckarna & julklappsmysteriet, 2022
- 28 Cirkusdeckarna och trollkarlsmysteriet, 2023
- 29 Cirkusdeckarna och dödskallemysteriet, 2023
- 30 Cirkusdeckarna och midsommarmysteriet, 2024
- 31 Cirkusdeckarna och julgransmysteriet, 2024 (prel. utgivning oktober)

Cirkusdeckarna, lättläst:
- 1 Cirkusdeckarna & mobilmysteriet, 2019
- 2 Cirkusdeckarna & skolmysteriet, 2019
- 3 Cirkusdeckarna & godismysteriet, 2020
- 4 Cirkusdeckarna & soptippsmysteriet, 2020
- 5 Cirkusdeckarna & badhusmysteriet, 2021
- 6 Cirkusdeckarna & kalasmysteriet, 2021
- 7 Cirkusdeckarna & hundvalpsmysteriet, 2022
- 8 Cirkusdeckarna & klassrumsmysteriet, 2022
- 9 Cirkusdeckarna & gosedjursmysteriet, 2023
- 10 Cirkusdeckarna & kompismysteriet, 2024 (prel. utgivning juli)